# ケビン・ホランド
ケビン・ホランド（Kevin Holland、1992年11月5日 - ）は、アメリカ合衆国の男性総合格闘家。カリフォルニア州リバーサイド出身。ファランクス・MMAアカデミー/トラヴィス・ルターBJJ所属。UFC世界ウェルター級ランキング15位。

## 来歴
最初は総合格闘技にはほとんど興味がなかったが、16歳から格闘技のトレーニングを始め、格闘技を始めた半年後にUFC 100を見てジョルジュ・サンピエールに憧れ、そのすぐ後に、別居していた父親の住むフィラデルフィアでUFC 101を生観戦して総合格闘技に夢中になる。

### 総合格闘技
2015年、アマチュアで5戦5勝の戦績を残してプロ総合格闘技デビュー。Bellator、KOTC、LFA等の団体に出場し、15戦12勝（7KO・5一本勝ち）の戦績を残す。
2018年6月12日、Dana White's Contender Series 9でウィル・サンチアゴ・ジュニアと対戦し、3-0の判定勝ち。

### UFC
2018年8月4日、UFC初出場となったUFC 227でチアゴ・サントスと対戦し、試合2週間前のオファーながら善戦するも、0-3の判定負け。
2019年10月18日、UFC on ESPN: Reyes vs. Weidmanでブレンダン・アレンと対戦し、リアネイキドチョークで2R一本負け。
2020年8月8日、UFC Fight Night: Lewis vs. Oleinikでホアキン・バックリーと対戦し、右ストレートで3RTKO勝ち。パフォーマンス・オブ・ザ・ナイトを受賞した。
2020年10月31日、UFC Fight Night: Hall vs. Silvaでチャーリー・オンティべロスと対戦し、スラムで1RTKO勝ち。パフォーマンス・オブ・ザ・ナイトを受賞した。
2020年12月12日、UFC 256で元Strikeforce世界ミドル級王者のホナウド・ジャカレイと対戦。グラウンド状態での下からの右フックでぐらつかせ、追撃のパウンドで1RKO勝ち。パフォーマンス・オブ・ザ・ナイトを受賞した。また、このノックアウトは2020年のUFCノックアウト・オブ・ザ・イヤーの候補にノミネートされた
2021年3月20日、UFC on ESPN: Brunson vs. Hollandでミドル級ランキング7位のデレク・ブランソンと対戦。2Rに右ストレートを効かせ、5RにはブランソンからUFCキャリア初のテイクダウンを奪ったものの、グラウンドの攻防で終始劣勢に立たされ0-3の5R判定負け。
2021年4月10日、UFC on ABC: Vettori vs. Hollandでミドル級ランキング6位のマーヴィン・ヴェットーリと対戦し、0-3の5R判定負け。鎖骨の骨折により欠場したダレン・ティルの代役を受けての緊急出場であった。
2021年10月2日、UFC Fight Night: Santos vs. Walkerでカイル・ドーカスと対戦。1Rに偶発的なバッティングで前のめりにダウンし、直ぐに意識を取り戻したもののリアネイキドチョークを極められタップアウト。しかし、その場でアスレチック・コミッションの役員とレフェリーが試合映像のリプレイを見て審議をした結果、バッティングのダメージがフィニッシュに影響したと判断されたため裁定はノーコンテストとなった。
2022年3月5日、ウェルター級復帰戦となったUFC 272でアレックス・オリベイラと対戦し、右フックでダウンを奪いグラウンドの肘打ち連打で2RTKO勝ち。パフォーマンス・オブ・ザ・ナイトを受賞した。
2022年6月18日、UFC on ESPN: Kattar vs. Emmettでティム・ミーンズと対戦。右ストレートでぐらつかせ、苦し紛れのタックルを仕掛けたミーンズの首を取ってダースチョークで2R一本勝ち。2試合連続のパフォーマンス・オブ・ザ・ナイトを受賞した。
2022年9月10日、UFC 279でウェルター級ランキング3位のカムザット・チマエフと180ポンド契約で対戦し、ダースチョークで1R一本負け。当初はダニエル・ロドリゲスと180ポンド契約での対戦が決定していたが、ネイト・ディアスと対戦予定であったチマエフが前日計量でウェルター級リミットから7.5ポンド体重超過したため、チマエフとホランドの対戦に変更された。
2022年12月3日、UFC on ESPN: Thompson vs. Hollandでフライ級ランキング6位のスティーブン・トンプソンと対戦。1Rに右ストレートでぐらつかせ、その後トンプソンの多彩な打撃を貰いながも奮闘したが、4R終了時に右拳の負傷によるコーナーストップでTKO負け。ファイト・オブ・ザ・ナイトを受賞した。
2023年7月29日、UFC 291でウェルター級ランキング12位のマイケル・キエーザと対戦。キエーザのタックルを全て防ぎ、ダースチョークで1R一本勝ち。パフォーマンス・オブ・ザ・ナイトを受賞した。
2023年9月16日、UFC Fight Night: Grasso vs. Shevchenko 2でウェルター級ランキング14位のジャック・デラ・マダレナと対戦し、1-2の判定負け。
2024年3月9日、UFC 299でマイケル・ペイジと対戦し、0-3の判定負け。
2024年6月1日、ミドル級復帰戦となったUFC 302でミハル・オレクシェイチュクと対戦し、腕ひしぎ十字固めで1Rテクニカル一本勝ち。パフォーマンス・オブ・ザ・ナイトを受賞した。
2024年10月5日、UFC 307でミドル級ランキング10位のロマン・ドリーゼと対戦。グラウンドのボトムポジションで反転した際に肋骨を負傷し、1R終了時にコーナーストップでTKO負け。

## 人物・エピソード
- UFC年間最多勝利タイ記録となる年間5勝を2020年に挙げた[19]。
- 左胸に「开拓者」と漢字のタトゥーを入れており、これはニックネームの「トレイルブレイザー」を中国語に直訳したものである。
- 2021年10月、車で自動車泥棒を追跡し、事故を起こして車から降りて逃走しようとした犯人をスウィープと袈裟固めで取り押さえ警察に引き渡した[20]。
- 2022年3月、ヒューストンの寿司レストランで食事中に発砲事件に遭遇。トレーニング仲間と共に銃撃犯から拳銃を奪い取ると、銃撃犯を裸絞めで絞め落としてマウントポジションで取り押さえそのまま警察の到着を待ち引き渡した[21][22]。
- 2022年5月、高速道路の入り口付近で18輪の大型トレーラーが横転して土手から滑り落ちた事故に遭遇。トレーラーから液体が流れ出て爆発の危険がある中でドアをこじ開けて運転手を救出した[23]。

## 戦績
| 総合格闘技 戦績 | 総合格闘技 戦績 | 総合格闘技 戦績 | 総合格闘技 戦績 | 総合格闘技 戦績 | 総合格闘技 戦績 | 総合格闘技 戦績 |
| --------------- | --------------- | --------------- | --------------- | --------------- | --------------- | --------------- |
| 43 試合         | (T)KO           | 一本            | 判定            | その他          | 引き分け        | 無効試合        |
| 28 勝           | 13              | 10              | 5               | 0               | 0               | 1               |
| 14 敗           | 2               | 4               | 8               | 0               | 0               | 1               |

| 勝敗 | 対戦相手                     | 試合結果                                                  | 大会名                                               | 開催年月日     |
|      | マイク・マロット             | 試合前                                                    | UFC Fight Night                                      | 2025年10月18日 |
| ×    | ダニエル・ロドリゲス         | 5分3R終了 判定0-3                                         | UFC 318: Holloway vs. Poirier 3                      | 2025年7月19日  |
| ○    | ビセンテ・ルケ               | 2R 1:03 ダースチョーク                                    | UFC 316: Dvalishvili vs. O'Malley 2                  | 2025年6月7日   |
| ○    | グンナー・ネルソン           | 5分3R終了 判定3-0                                         | UFC Fight Night: Edwards vs. Brady                   | 2025年3月22日  |
| ×    | ライニアー・デ・リダー       | 1R 3:31 リアネイキドチョーク                              | UFC 311: Makhachev vs. Moicano                       | 2025年1月18日  |
| ×    | ロマン・ドリーゼ             | 1R 5:00 TKO（コーナーストップ）                           | UFC 307: Pereira vs. Rountree                        | 2024年10月5日  |
| ○    | ミハル・オレクシェイチュク   | 1R 1:34 腕ひしぎ十字固め                                  | UFC 302: Makhachev vs. Poirier                       | 2024年6月1日   |
| ×    | マイケル・ペイジ             | 5分3R終了 判定0-3                                         | UFC 299: O'Malley vs. Vera 2                         | 2024年3月9日   |
| ×    | ジャック・デラ・マダレナ     | 5分3R終了 判定1-2                                         | UFC Fight Night: Grasso vs. Shevchenko 2             | 2023年9月16日  |
| ○    | マイケル・キエーザ           | 1R 2:39 ダースチョーク                                    | UFC 291: Poirier vs. Gaethje 2                       | 2023年7月29日  |
| ○    | サンチアゴ・ポンジニッビオ   | 3R 3:16 KO（左フック）                                    | UFC 287: Pereira vs. Adesanya 2                      | 2023年4月8日   |
| ×    | スティーブン・トンプソン     | 4R 5:00 TKO（コーナーストップ）                           | UFC on ESPN 42: Thompson vs. Holland                 | 2022年12月3日  |
| ×    | カムザット・チマエフ         | 1R 2:13 ダースチョーク                                    | UFC 279: Diaz vs. Ferguson                           | 2022年9月10日  |
| ○    | ティム・ミーンズ             | 2R 1:28 ダースチョーク                                    | UFC on ESPN 37: Kattar vs. Emmett                    | 2022年6月18日  |
| ○    | アレックス・オリベイラ       | 2R 0:38 TKO（右フック→グラウンドの肘打ち連打）            | UFC 272: Covington vs. Masvidal                      | 2022年3月5日   |
| －   | カイル・ドーカス             | 1R 3:43 ノーコンテスト（偶発的なバッティング）            | UFC Fight Night: Santos vs. Walker                   | 2021年10月2日  |
| ×    | マーヴィン・ヴェットーリ     | 5分5R終了 判定0-3                                         | UFC on ABC 2: Vettori vs. Holland                    | 2021年4月10日  |
| ×    | デレク・ブランソン           | 5分5R終了 判定0-3                                         | UFC on ESPN 21: Brunson vs. Holland                  | 2021年3月20日  |
| ○    | ホナウド・ジャカレイ         | 1R 1:45 KO（グラウンド状態での下からの右フック→パウンド） | UFC 256: Figueiredo vs. Moreno                       | 2020年12月12日 |
| ○    | チャーリー・オンティべロス   | 1R 2:39 TKO（スラム）                                     | UFC Fight Night: Hall vs. Silva                      | 2020年10月31日 |
| ○    | ダレン・スチュワート         | 5分3R終了 判定2-1                                         | UFC Fight Night: Covington vs. Woodley               | 2020年9月19日  |
| ○    | ホアキン・バックリー         | 3R 0:32 TKO（右ストレート）                               | UFC Fight Night: Lewis vs. Oleinik                   | 2020年8月8日   |
| ○    | アンソニー・ヘルナンデス     | 1R 0:39 TKO（ボディへの左膝蹴り→パウンド）                | UFC on ESPN 8: Overeem vs. Harris                    | 2020年5月16日  |
| ×    | ブレンダン・アレン           | 2R 3:38 リアネイキドチョーク                              | UFC on ESPN 6: Reyes vs. Weidman                     | 2019年10月18日 |
| ○    | アレッシオ・ディ・キリコ     | 5分3R終了 判定3-0                                         | UFC Fight Night: Moicano vs. Korean Zombie           | 2019年6月22日  |
| ○    | ジェラルド・マーシャート     | 5分3R終了 判定2-1                                         | UFC on ESPN 2: Barboza vs. Gaethje                   | 2019年3月30日  |
| ○    | ジョン・フィリップス         | 3R 4:05 リアネイキドチョーク                              | UFC Fight Night: Blaydes vs. Ngannou 2               | 2018年11月24日 |
| ×    | チアゴ・サントス             | 5分3R終了 判定0-3                                         | UFC 227: Dillashaw vs. Garbrandt 2                   | 2018年8月4日   |
| ○    | ウィル・サンチアゴ・ジュニア | 5分3R終了 判定3-0                                         | Dana White's Contender Series 9                      | 2018年6月12日  |
| ○    | ティーガン・ドゥーリー       | 1R 2:59 三角絞め                                          | Bellator 195: Caldwell vs. Higo                      | 2018年3月2日   |
| ○    | ヘイワード・チャールズ       | 3R 3:34 TKO（パウンド）                                   | Xtreme Knockout 39 【XKOミドル級タイトルマッチ】     | 2018年1月6日   |
| ○    | グレイディ・ハーレー         | 1R 1:24 TKO（膝蹴り→パウンド）                            | LFA 21                                               | 2015年5月8日   |
| ×    | カーティス・ミレンダー       | 5分3R終了 判定0-3                                         | LFA 13                                               | 2017年6月2日   |
| ○    | デビッド・ゴメス             | 1R 3:34 TKO                                               | KOTC: Supernova                                      | 2017年3月18日  |
| ○    | ジェフ・ニール               | 3R 3:50 TKO（パウンド）                                   | Xtreme Knockout 34 【XKOウェルター級タイトルマッチ】 | 2017年1月28日  |
| ○    | ホセ・アルフレッド・レイジャ | 1R 4:03 サブミッション                                    | Xtreme Knockout 33 【XKOミドル級タイトルマッチ】     | 2016年11月5日  |
| ○    | サム・リエラ                 | 2R 4:23 ギロチンチョーク                                  | KOTC: Martial Law                                    | 2017年9月18日  |
| ○    | サム・リエラ                 | 2R 2:56 TKO（パンチ連打）                                 | KOTC: Night of Champions                             | 2016年3月5日   |
| ×    | ハファエル・ロバト・ジュニア | 1R 1:24 リアネイキドチョーク                              | Legacy Fighting Championship 46                      | 2015年10月2日  |
| ×    | ラミル・ムスタパエフ         | 5分3R終了 判定0-3                                         | Key City Chaos 2                                     | 2015年8月15日  |
| ○    | ビクトー・レイナ             | 1R 3:44 ギロチンチョーク                                  | Xtreme Knockout 26                                   | 2015年6月27日  |
| ○    | アーロン・レベス             | 1R 0:22 サブミッション                                    | Kickass Productions: Border Wars                     | 2016年5月29日  |
| ○    | ジェイソン・ペロッタ         | 1R 1:36 TKO（パウンド）                                   | Genesis Combat Sports 3                              | 2015年4月25日  |
| ○    | マルコス・アユブ             | 1R 1:54 TKO（パウンド）                                   | Xtreme Knockout 25                                   | 2015年3月28日  |

## 獲得タイトル
- XKOミドル級王座（2016年）
- XKOウェルター級王座（2017年）

## 表彰
- UFC パフォーマンス・オブ・ザ・ナイト（8回）
- UFC ファイト・オブ・ザ・ナイト（1回）
- MMA Junkie ファイター・オブ・ザ・イヤー（2020年）[24]